# Kriminalmedizinisches Zentralinstitut der Sicherheitspolizei
Das Kriminalmedizinische Zentralinstitut der Sicherheitspolizei (KMI) war während der Zeit des Nationalsozialismus eine ab September 1943 im Aufbau befindliche Forschungseinrichtung des Reichskriminalpolizeiamts (RKPA) in Wien.

## Organisation und Personal
Im Rahmen „des Aufbaus und der Vereinheitlichung der Sicherheitspolizei“ wurde das Kriminalmedizinische Zentralinstitut nach einem Runderlass des Reichsinnenministeriums vom 28. September 1943 in Wien eingerichtet. Das KMI wurde dem Reichskriminalpolizeiamt angegliedert und war somit Teil des Reichssicherheitshauptamtes. Alle behördlichen Stellen mit sicherheitspolizeilichen Aufgaben waren angehalten, Anfragen des Kriminalmedizinischen Instituts beschleunigt zu bearbeiten. Als Dienststelle des KMI sollten zunächst Räumlichkeiten im Institut für Gerichtliche Medizin und Kriminalistik der Universität Wien in der Sensengasse 2 fungieren. Schließlich wurden behelfsmäßig Räumlichkeiten im Allgemeinen Krankenhaus Wien für das KMI genutzt. Die Ausstattung des KMI war ungenügend, daher wies der Leiter des RKPA, Arthur Nebe, im Januar 1944 Mitarbeiter des KMI an, Apparaturen in Kopenhagen für das Zentralinstitut zu besorgen. Aus dem RSHA sollte weitere Ausstattung organisiert werden, wie Stempel, Schreibmaschinen und Arbeitsmäntel.
Die Institutsleitung übertrug man dem Rechtsmediziner und Wiener Hochschullehrer Philipp Schneider, der weiterhin den Lehrstuhl für Gerichtliche Medizin der Universität Wien bekleidete. Sein Vertreter war der Gerichtsmediziner Ferdinand Schoen. Ursprünglich sahen die Planungen vor, dass von Nebe angeregte KMI in Berlin unter der Leitung Schoens aufzubauen. Dem KMI wurden seitens des RKPA als zusätzliches Personal ein Assistenzarzt, eine Sekretärin, eine medizinisch-technische Assistentin sowie eine Chemikerin zugeteilt. Ab Ende 1943 war auch Hans Battista am KMI tätig.

## Aufgaben
Das Kriminalmedizinische Zentralinstitut sollte primär als Forschungseinrichtung für sicherheits- beziehungsweise kriminalpolizeiliche Aufgaben dienen und sich an der Ausbildung von SS- und Polizeiärzten beteiligen. In den Zuständigkeitsbereich des KMI fielen des Weiteren die wissenschaftliche Bearbeitung und Weiterentwicklung der Kriminalmedizin, die Richtlinienkompetenz bei kriminalmedizinischen Fragestellungen, die Untersuchung kriminalmedizinisch besonders interessanter Fälle sowie die Schulung von Polizisten in kriminalmedizinischen Fragen.
Vom Kriminaltechnischen Institut der Sicherheitspolizei (KTI) wechselte der Zuständigkeitsbereich bezüglich Untersuchungen von Sperma und Menschenblut zum KMI. Von den kriminalpolizeilichen Dienststellen sollte das KMI bei Mordfällen schnellstmöglich über den Obduktionstermin informiert werden bzw. umgehend die Obduktionsprotokolle erhalten. Zudem sollten im Fall der Zuständigkeit dem KMI auch Beweisstücke mit Tatbefund und gegebenenfalls auch Ermittlungsakten in Kopie zugehen. Der Aufgabenbereich des KMI umfasste keine Fragestellungen im psychiatrischen Bereich oder gerichtliche Obduktionen ohne besonderes sicherheitspolizeiliches Interesse.

## Untergeordnete Dienststellen
Neben dem Kriminalmedizinischen Zentralinstitut sollten zur Entlastung der Wiener Einrichtung andernorts im Deutschen Reich dezentrale Kriminalmedizinische Untersuchungsstellen an den gerichtsmedizinischen Universitätsinstituten entstehen, die mit den Kriminaltechnischen Untersuchungsstellen bei den lokalen Kriminalpolizei-(Leit)stellen zu Kriminalwissenschaftlichen Instituten fusionieren sollten. Leiter dieser Einrichtungen sollten Hochschullehrer für Gerichtliche Medizin sein. Das KMI sollte gegenüber den dezentralen Dienststellen die örtlich stattfindende kriminalmedizinische Forschung lenken und fördern. Die geplante Einrichtung Kriminaltechnischer Untersuchungsstellen wurde kriegsbedingt wahrscheinlich nicht mehr realisiert.

## KMI und der Fall Lüdke
Nach dem Ende der polizeilichen Ermittlungen wurde der angebliche Serienmörder Bruno Lüdke aus Sicherheitsgründen (hohes Ausbruchsrisiko nach Bombenschäden) Ende 1943 von Berlin zur kriminalbiologischen und kriminalmedizinischen Untersuchung nach Wien verbracht. In Wien wurde er von angereisten Mitarbeitern des Kriminaltechnischen und des Kriminalbiologischen Instituts der Sicherheitspolizei sowie Wissenschaftlern vor Ort (Psychologen, Anthropologen etc.) untersucht. Interviews mit Lüdke wurde auf Filmmaterial und Schallplatten aufgenommen. Am 17. Dezember wurde Lüdke im KMI fotografiert. Schoen nahm an Lüdke u. a. eine Occipital- und Lumbalpunktion zur Analyse des Liquoralspiegels vor, nachdem er Lüdke zum Konsum von hundert Gramm reinen Alkohols genötigt hatte. Zum Ende der Untersuchungen war Lüdkes Ermordung beabsichtigt, was Schneider jedoch ablehnte. Nachdem Schneider im Januar 1944 durch den RKPA-Chef Arthur Nebe informiert worden war, dass dieser gemeinsam mit Albert Widmann vom KTI die Wirkung sowjetischer Giftmunition an Lüdke im KMI ausprobieren wolle, verweigerte sich Schneider diesem Ansinnen. Laut einer Aktennotiz Nebes vom 11. April 1944 habe Schneider verlautbart, „das KMI könne sich an Versuchen, die über den bisherigen Rahmen der Wissenschaft hinausgehen, nicht beteiligen. Er könne als Hochschullehrer es nicht zulassen, dass womöglich auch Versuche an Menschen durchgeführt werden. Das wäre letzten Endes eine Secret-Service Arbeit, die er ablehnen müsse. Falls seine Meinung nicht geteilt werde, müsse er seine Demissionierung anbieten.“ Obwohl Nebe erwog, Schneider von seiner Leitungsfunktion am KMI zu entbinden und stattdessen – wie schon zuvor erwogen – Schoen einzusetzen, blieb Schneider im Amt. Lüdke war eventuell der einzige am KMI untersuchte „besonders interessante“ Fall.